# Верховный совет по призрению семей лиц, призванных на войну
Верховный Совет по призрению семей лиц, призванных на войну, а также семей раненых и павших в войне — образован царским указом от 11 августа 1914 года под председательством императрицы Александры Федоровны.

## Деятельность совета
К ведению Верховного Совета вначале относились прием пожертвований, распределение средств между благотворительными организациями и т. п. Одновременно с учреждением Верховного Совета были образованы его комитеты в Москве и Петрограде. В царских указах подчеркивалось, что Верховный Совет «не оказывая непосредственной помощи отдельным лицам, обращает находящиеся в его распоряжении денежные средства на выдачу пособий учреждениям, имеющим попечение о семьях и лицах, указанных выше, и устанавливает правила об условиях и порядке выдачи этих пособий».
Деятельность Совета протекала в четырех комиссиях:
- подготовительной,
- финансовой,
- распорядительной,
- особой.

## Состав совета
В его состав входили председатели Государственного Совета и Государственной Думы, Главного Алексеевского и Романовского Комитетов, министры, а также «лица обоего пола по назначению» императрицы.
Из упомянутых в тексте лиц в состав Совета входили:
- П. Л. Барк
- И. Л. Горемыкин
- А. Н. Куломзин
- Н. Н. Покровский (возглавлял финансовую и ревизионную комиссии, в Особой комиссии — помощник председательницы великой княгини Ксении Александровны)
- С. Ф. Вебер (представитель постоянного при Совете Междуведомственного Совещания для рассмотрения вопросов по применению законодательства о призрении лиц, призванных на войну, и их семей)[1].

Позднее (в 1916) к канцелярии Совета были причислены:
- В. А. Бонди
- Е. А. Висконти
- Н. Н. Маслов

Верховный совет прекратил своё существование в марте 1917 года.

## Особая комиссия
Образована 8 января 1915 года. Полное название: Особая комиссия по призрению воинских чинов и других лиц, пострадавших в продолжение войны, а также их семей. Её обязанности определялись как «разработка и осуществление мероприятий по приисканию занятий и работ, а также по оказанию других видов призрения этим лицам». Кроме того, Особая комиссия должна была координировать оказание помощи воинам, выпущенным из госпиталей, и дополнительное снабжение одеждой тех из них, что возвращались в строй.
Председательствовала в Особой комиссии великая княгиня Ксения Александровна.
Среди членов Особой комиссии были:
- жена и сын Горемыкина — Александра Ивановна и Михаил Иванович
- жена Коковцова — Анна Федоровна,
- А. А. Поливанов
- жена Н. Н. Покровского — Екатерина Петровна
- жена Родзянко
- жена Сазонова С. Д. — Анна Борисовна, её сестра Ольга Борисовна (вдова Столыпина), их братья
- М. Ф. Шиллинг

МИД в Особой комиссии представлял статский советник И. П. Дмитров.
Особая комиссия прекратила своё существование в марте 1917.